# Stentjärnen (Åre socken, Jämtland)
Stentjärnen är en sjö i Åre kommun i Jämtland och ingår i Indalsälvens huvudavrinningsområde.